# Epidendrum carvalhoi
Epidendrum carvalhoi är en orkidéart som beskrevs av Antonio Luiz Vieira Toscano. Epidendrum carvalhoi ingår i släktet Epidendrum och familjen orkidéer. Inga underarter finns listade i Catalogue of Life.